# 베리아 FC
베리아 FC(그리스어: Γ.Α.Σ. Βέροια ΠΑΕ)는 베리아를 연고로 하는 그리스의 축구 클럽이었다. 1960년에 베리아를 연고로 하던 축구 클럽인 베르미온(Vermion)과 에르미스(Hermes)가 합병되면서 창단되었다.
2017년부터 이어진 막대한 채무 문제로 인해 2018년에 결국 구단이 해체되었다.

## 성적
- 풋볼 리그 우승 3회 (1966, 1970, 1977)